# Południk geograficzny

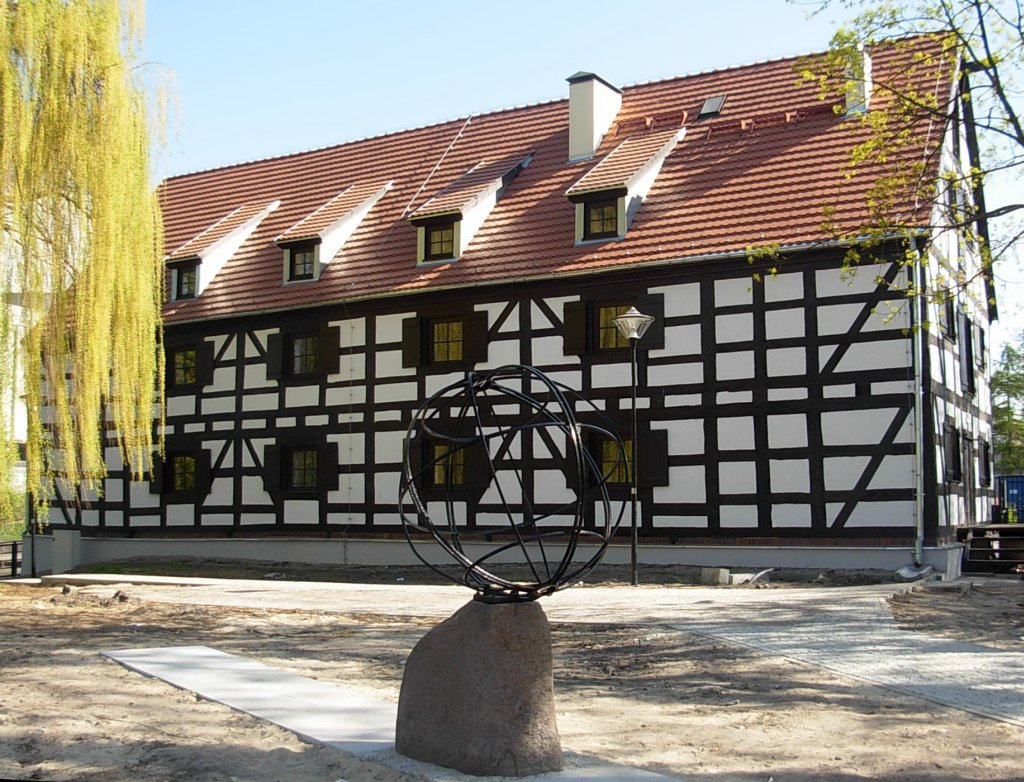
Pomnik południka 18° E, przechodzącego przez Bydgoszcz

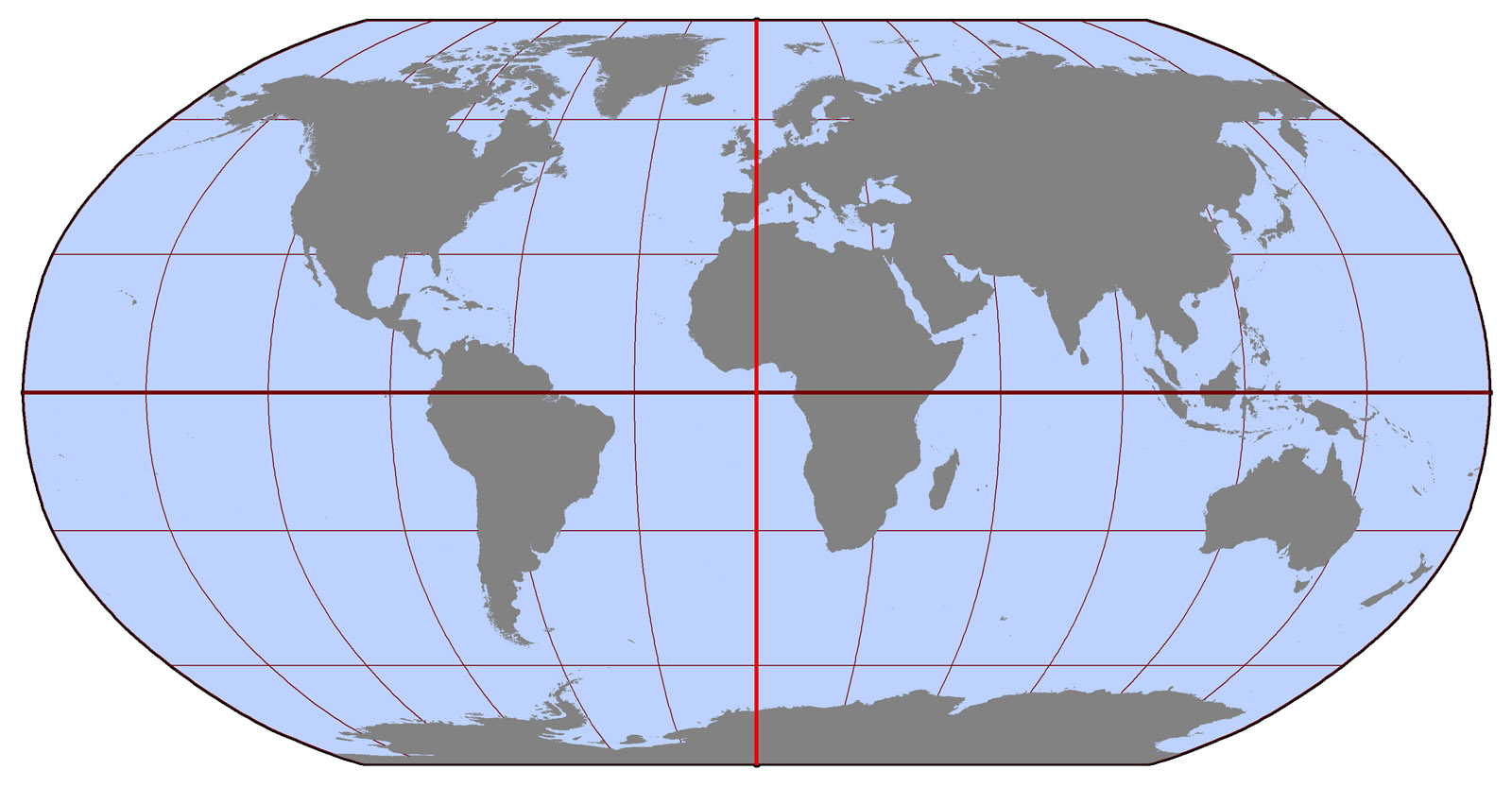
Południki (linie biegnące z góry na dół; pogrubiono południk zerowy)

Południk geograficzny – umowna linia na powierzchni Ziemi o kształcie zbliżonym do półokręgu, która łączy oba bieguny, o długości ok. 20 tys. km, wyznaczająca kierunek północ-południe i przecinająca prostopadle równik. Południkiem miejscowym (danego punktu Ziemi) jest południk przechodzący przez dane miejsce. Żaden z południków nie jest szczególnie wyróżniony. Za południk początkowy (zerowy) przyjęto w 1884 roku południk przechodzący przez obserwatorium w Greenwich. Płaszczyzna południka 0° i 180° dzieli kulę ziemską na dwie półkule – wschodnią i zachodnią.